# Blakely (Georgia)
Blakely es una ciudad ubicada en el condado de Early en el estado estadounidense de Georgia. En el censo de 2000, su población era de 5696 habs. Está situado a poca distancia al este del río Chattahoochee —una de las fuentes del río Apalachicola— que lo separa de Alabama.

## Demografía
En el 2000 la renta per cápita promedia del hogar era de $20,250, y el ingreso promedio para una familia era de $24,107. El ingreso per cápita para la localidad era de $12,012. Los hombres tenían un ingreso per cápita de $24,861 contra $16,116 para las mujeres.

## Geografía
Blakely se encuentra ubicado en las coordenadas 31°22′36″N 84°56′2″O / 31.37667, -84.93389 (31.376728, -84.933873).
Según la Oficina del Censo, la localidad tiene un área total de 45,6 km² (17,6 mi²), de la cual 45,3 km² (17,5 mi²) es tierra y 0,3 km² (0 mi²) (0.1%) es agua.